# Patrice Abanda
Patrice Abanda (Yaoundé, 3 augustus 1978) is een Kameroens voormalig voetballer die uitkwam voor KS Besa Kavajë. Voordien speelde hij voor onder meer Aris Thessaloniki en Sparta Praag, waarmee hij tweemaal landskampioen werd en eenmaal de beker won.
Abanda speelde voor de Kameroenese nationale ploeg op het WK 1998 en op de Olympische Spelen 2000, waar de ploeg de gouden medaille won. 

## Carrière
- 1997-1998:  Tonnerre Yaoundé
- 1998-2000:  Apollon Kalamarias
- 2000-2004:  Sparta Praag
- 2004-2005:  FK Drnovice
- 2005-2006:  FK Teplice
- 2006-2007:  KS Besa Kavajë